# Barnabás Sztipánovics
Barnabás Sztipánovics (Siklós, 2 luglio 1974) è un ex calciatore ungherese, di ruolo attaccante.

## Palmarès

### Club

#### Competizioni nazionali
- Campionato sloveno: 2

Maribor: 2000-2001, 2001-2002